# De beproeving van Obelix
De beproeving van Obelix is het 30e stripalbum in de Asterix-stripreeks, en de zesde strip die geheel is geschreven en getekend door enkel Albert Uderzo.

## Inhoud
Een groep Romeinse slaven is ontsnapt en heeft bij hun vlucht de galei van Julius Caesar gestolen. Deze is daar uiteraard razend over en stuurt zijn admiraal Juventus achter de gevluchte slaven aan. De slaven, onder leiding van de Griek Spartakis, besluiten ondertussen om koers te zetten naar het Gallische dorp aangezien daar geen Romeinen zijn. Juventus zet de achtervolging in.
In afwachting van de komst van de admiraal verzamelen de Romeinen van de legerplaatsen rondom het Gallische dorp zich. De Galliërs zien dit als een aanval en maken zich klaar om de Romeinen weer eens te verslaan. Zoals gebruikelijk krijgt Obelix van Panoramix geen toverdrank. Nadat de Galliërs terugkeren van de strijd ontdekken ze dat Obelix de rest van de toverdrank die Panoramix nog in zijn huis had staan heeft opgedronken. Door deze overdosis is zijn lichaam versteend.
De slaven arriveren bij het dorp en krijgen daar onderdak. Ook brengen de Galliërs de galei van Caesar in veiligheid binnen de omheining van hun dorp. Panoramix probeert ondertussen wanhopig Obelix weer normaal te maken. Uiteindelijk lukt dit, maar ook deze genezing heeft een bij-effect en Obelix verandert weer in een kind. Al snel wordt de jonge Obelix gevangen door de Romeinen en aan boord van Juventus’ schip naar Rome afgevoerd. Asterix, Idéfix, Panoramix en de slaven zetten de achtervolging in met Caesars galei.
Uiteindelijk halen ze het schip van Juventus in. Obelix wordt gered. Asterix biedt de bekende piraten, die toevallig ook in de buurt waren en wier schip is gezonken door toedoen van de Galliërs, de galei van Caesar aan, inclusief Juventus en diens adjudant Ajaccus. De piraten mogen de galei terugbrengen naar Rome, waar Caesar hen zeker zal belonen. De Galliërs en de slaven gaan met Juventus’ schip naar Atlantis, waar Panoramix hoopt een middel te vinden om Obelix weer ouder te maken.
In Atlantis ontdekken de Galliërs dat de Atlantianen weliswaar een middel hebben om eeuwig jong te blijven (bijna alle inwoners zijn kinderen), maar niet om iemand ouder te maken. De slaven besluiten in Atlantis te blijven, en de drie Galliërs varen terug naar hun dorp. Onderweg worden ze onderschept door een ander Romeins schip. Asterix wordt uitgeschakeld met een katapult voor hij toverdrank kan innemen, en de Romeinen dreigen hem overboord te gooien. De emotie van dit alles maakt dat Obelix terug verandert in zijn volwassen gedaante, en de Romeinen verjaagt. Nu alles weer goed is, keert het drietal terug naar huis, waar Obelix meteen een Romeins kamp verwoest.
De piraten zijn ondertussen bijna bij Rome. Juventus drinkt per ongeluk wat toverdrank uit een ton die de Galliërs aan boord hadden laten staan, en verslaat de piraten. Vervolgens drinkt hij de hele ton leeg voor meer kracht in de hoop de macht in Rome te kunnen grijpen, maar net als bij Obelix zorgt deze overdosis ervoor dat zijn lichaam versteent. Zodra de galei met piratenvlag de haven van Rome binnenvaart, wordt hij meteen aangevallen en platgebrand omdat men denkt dat het een piratenschip is. Het standbeeld van Juventus wordt later midden in Circus Maximus gezet; Caesar vermoedt dat het standbeeld mogelijk weer menselijk wordt en wil dan de 'grootste hansworst van Rome' meteen voor de leeuwen kunnen werpen (tot een verbaasde Cleopatra). De vice-admiraal en zijn adjudant worden betrokken in het debacle en zijn gedegradeerd tot het schoonvegen van het plein van het Circus.
De mannen die je ziet aan boord van het schip zijn slaven, zoals je al eerder leest zijn ze met een achtervolging bezig naar Caesar en de kleine Obelix.

## Notities
- Het personage Spartakis is gebaseerd op Kirk Douglas in zijn rol van Spartacus, en is hier een Griek.
- De verschillende nationaliteiten van de gevluchte gladiatoren wordt stereotiep weergegeven, zoals onder meer blijkt uit hun taalgebruik - de Nubiër spreekt slang, als in zijn vaak herhalen van 'weet je wel'; 'verduitst' Nederlands voor de Goot - als in hun attitudes - meer bepaald de Iberiër en de Lusitaniër, respectievelijk het botsende chauvinisme tussen Spanjaarden en Portugezen.
- Dit is het enige album waarin nog enkele van de aanwezige piraten bij naam worden genoemd:
  - De kleurling met een spraakgebrek heet Baba. Daarnaast toont hij een begenadigd percussionist te zijn.
  - De Latijnse spreuken sprekende piraat heet nu Driepoot (in de eerste strips was het nog Triplix) en krijgt meer spreektijd (en niet alleen in het Latijn) dan in alle andere verhalen.
- Admiraal Juventus, wiens naam verwijst naar de gelijknamige voetbalclub uit Turijn.
- Vice-admiraal Ajaccus, wiens naam verwijst naar de uitroep van afschuw "Ajakkes" en, in lijn met Juventus, naar de Nederlandse voetbalploeg Ajax Amsterdam[bron?] en in mindere mate naar het merk van schoonmaakproducten Ajax.[bron?]
- Geriatros, de heerser van Atlantis, ontleent zijn naam aan geriatrie.
- Julius Caesar beklaagt zich dat hij de risee dreigt te worden van Rome als uitlekt dat zijn galei zomaar gestolen kan worden. De eveneens aanwezige Cleopatra sneert dat hij dit eigenlijk al is en verwijst naar de onoverwinnelijke Galliërs. Tegelijk verwijst ze naar het debacle van zijn vrouwenleger in De roos en het zwaard.